# In Concert: Brandeis University 1963
In Concert – Brandeis University 1963 è un album discografico dal vivo del cantautore statunitense Bob Dylan. Il disco comprende sette canzoni eseguite da Dylan in concerto al Brandeis Folk Festival della Brandeis University di Waltham, Massachusetts, il 10 maggio 1963. Venne originariamente distribuito nel marzo del 2010 dalla Columbia Records come bonus disc su Amazon insieme a The Bootleg Series Vol. 9 - The Witmark Demos: 1962-1964 o al cofanetto The Original Mono Recordings, a seconda dei distributori, per un periodo di tempo limitato. A partire dal 2011, l'album fu commercializzato anche nei normali canali distributivi.

## Tracce
- Tutti i brani sono opera di Bob Dylan, tranne dove indicato diversamente.

1. Honey, Just Allow Me One More Chance [incomplete] (Dylan, Henry Thomas) - 1:57
2. Talkin' John Birch Paranoid Blues - 4:40
3. Ballad of Hollis Brown - 7:10
4. Masters of War - 6:30
5. Talkin' World War III Blues - 6:24
6. Bob Dylan's Dream - 5:57
7. Talking Bear Mountain Picnic Massacre Blues - 5:44

## Formazione
- Bob Dylan: voce, chitarra acustica